# Immanuel Bekker
August Immanuel Bekker (født 21. maj 1785 i Berlin, død 7. juni 1871) var en tysk klassisk filolog, far til Ernst Immanuel Bekker.
Bekker, der var discipel af F.A. Wolf, var fra 1810 professor ved Universitetet i Berlin. Ved talrige rejser i Frankrig, Italien, England og Tyskland samlede Bekker et rigt håndskriftligt materiale, som han benyttede til nye recensioner af de græske forfattere. 
De betydeligste af disse er: Anecdota graeca, Herodot, Platon, Thukydid, de attiske talere, scholierne til Iliaden, Aristofanes, Aristoteles og Homer (2. udgave med indsat digamma). Medens Bekkers materialsamling ikke altid var pålidelig, sikrer hans kritiske evne ham en blivende plads blandt filologiens store.